# Tony Hand
Tony Hand (* 15. srpna 1967 Edinburgh) je bývalý skotský hokejový útočník, jehož hráčská kariéra trvala od roku 1981 do roku 2015. Za britskou hokejovou reprezentaci nastoupil na jedenadvaceti světových šampionátech různých úrovní včetně elitní divize mistrovství světa v ledním hokeji 1994. V roce 1986 byl draftován jako první britský hokejista v historii klubem Edmonton Oilers, krátce působil na farmě ve Victoria Cougars, do NHL se však neprosadil. Měl také nabídku hrát za finský Hämeenlinnan Pallokerho, kterou odmítl. S týmem Murrayfield Racers se stal britským mistrem v letech 1987 a 1988, cenu novinářů pro nejlepšího britského hokejistu sezóny získal v letech 1989, 2004, 2005 a 2011. V roce 2008 překonal hranici čtyř tisíc bodů. Od roku 2005 byl hrajícím trenérem, v letech 2011–2013 vedl také britskou reprezentaci, naposledy koučoval Manchester Phoenix, který v roce 2017 zkrachoval. Byl mu udělen Řád britského impéria, byl jmenován do Síně slávy britského hokeje a Mezinárodní federace ledního hokeje mu v roce 2017 udělila Cenu Bibi Torrianiho.